# 시라하마역
시라하마역(일본어: 白浜駅 시라하마에키[*])은 일본 와카야마현 니시무로군 시라하마정에 있는, 서일본 여객철도의 철도역이다. 기세이 본선이 지나가며, 기노쿠니 선 소속 열차들을 이용할 수 있다.
일본에서 가장 오래된 세 온천 중 하나인 난키시라하마 온천과 가깝다. 특급 《구로시오》 호가 필수 정차하며, 일부 구로시오 호는 이곳에서 오사카 방향으로 회차한다. 호쿠리쿠 본선 가가온센역과 자매결연했다.

## 역 구조
지상역으로, 승강장은 단식 1면 1선과 섬식 1면 2선 구조에 단식 승강장의 앗소 방향 쪽으로 "0번 승강장"이라는 이름으로 두단식 승강장이 하나 더 붙어있는 2면 4선 구조이다. 과선교에는 에스컬레이터가 설치되어 있으며, 1번선과 2번선, 3번선을 잇는 휠체어용 슬로프도 있어 역무원을 불러 이용할 수 있다. 승강장이 곡선 상에 있기 때문에 열차가 들어올 때에 역무원이 승강장에서 승객들의 승하차를 돕는다.
기이타나베역이 관리하는 서일본 여객철도 직영역이다.

### 승강장
| 0 | ■ 기노쿠니 선                       | 와카야마 · 덴노지 · 신오사카 · 교토 방면 | (시라하마발 오사카 방면 구로시오만 사용)      |
| 1 | ■ 기노쿠니 선                       | 와카야마 · 덴노지 · 신오사카 · 교토 방면 |                                               |
| 1 | ■ 기노쿠니 선                       | 구시모토 · 기이카쓰우라 · 신구 방면      |                                               |
| 2 | ■ 기노쿠니 선                       | 구시모토 · 기이카쓰우라 · 신구 방면      |                                               |
| 3 | ■ 기노쿠니 선                       | 와카야마 · 덴노지 · 신오사카 · 교토 방면 | (시라하마발 오사카 방면 일부 구로시오가 사용) |
| 3 | 구시모토 · 기이카쓰우라 · 교토 방면 |                                          |                                               |

## 역세권 정보
시라하마 정의 시가지에서는 약 5 km 정도 떨어져 있다. 역앞 광장에서 시라하마 온천, 난키시라하마 공항, 기이타나베역, 쓰바키 온천으로 가는 노선 버스가 다니고 있다. 가타타 어업협동조합이 운영하는 "도레토레 시장 난키시라하마"가 역에서 가깝다.
역 입구에는 "시라하마 온천에 오신 것을 환영합니다"라 쓰인 간판이 있다.
- 시라하마에키마에 우체국
- 와카야마 현 경찰 시라하마 경찰서 시라하마 역 파출소
- 구마노 옛길
- 미나카타 구마쿠스 기념관
- 시라하마 에너지랜드
- 어드벤처 월드

## 역사
1933년 12월 20일에 일본국유철도 기세이사이 선의 역으로 개업했다. 당시 이름은 "시라하마구치 역"이었다. 1965년 3월 1일 지금의 "시라하마 역"으로 이름이 바뀌었으며, 1987년 4월 1일 민영화에 따라 서일본 여객철도의 소속이 되었다.

## 인접역
| 서일본 여객철도 기세이 본선 | 서일본 여객철도 기세이 본선 | 서일본 여객철도 기세이 본선 |
| --------------------------- | --------------------------- | --------------------------- |
| 기이톤다 신구 방면          | ■ 기노쿠니 선 보통          | 앗소 와카야마 방면          |